# Aeroportul Windorah
Aeroportul Windorah (IATA: WNR, ICAO: YWDH) este un aeroport din Queensland, Australia ce deservește zona Windorah. A fost numit după zona deservită.
Situat la o altitudine de 135 m, aeroportul dispune de o singură pistă. Este operat de Shire of Barcoo⁠(d).